# 白石義明
白石 義明（しらいし よしあき、1913年11月22日 - 2001年8月29日）は、日本の経営者。世界最初の回転寿司店「元祖廻る元禄寿司」を開店した人物。

## 回転寿司店を開店した経緯
大阪の立ち喰い寿司店経営者だった頃、アサヒビール吹田工場（大阪府吹田市）を見学した際に、ビール製造のベルトコンベアを見て、それをヒントに、多数の客の注文を低コストで、効率的に捌くことを目的とした「コンベヤ旋廻食事台」を考案した。
1958年、大阪府布施市（現：東大阪市）の近鉄布施駅北口に、世界最初の回転寿司店である「元禄寿司」を開いた。そして1962年12月6日、「コンベヤ旋廻食事台」は「コンベヤ附調理食台」として、白石義明名義で実用新案登録(登録第579776号)されている。
1978年まで世の中に回転寿司店はコンベアの特許の関係で「元禄寿司」チェーンしかなかった。これ以降は特許が切れ、全国に様々な回転寿司店が全国に広がった。